# Bagageafhandelingssysteem
Een bagageafhandelingssysteem (BAS) is een systeem op luchthavens dat ervoor zorgt dat de koffer van een passagier in het betreffende vliegtuig geladen wordt en dat de passagier bij aankomst zijn koffer weer terugkrijgt.
Voor passagiers die inchecken eindigt hun contact met de bagage totdat ze op de luchthaven van aankomst hun koffers weer op de band zien verschijnen. Maar ondertussen gebeurt er heel wat met de bagage.

## De reis van een koffer

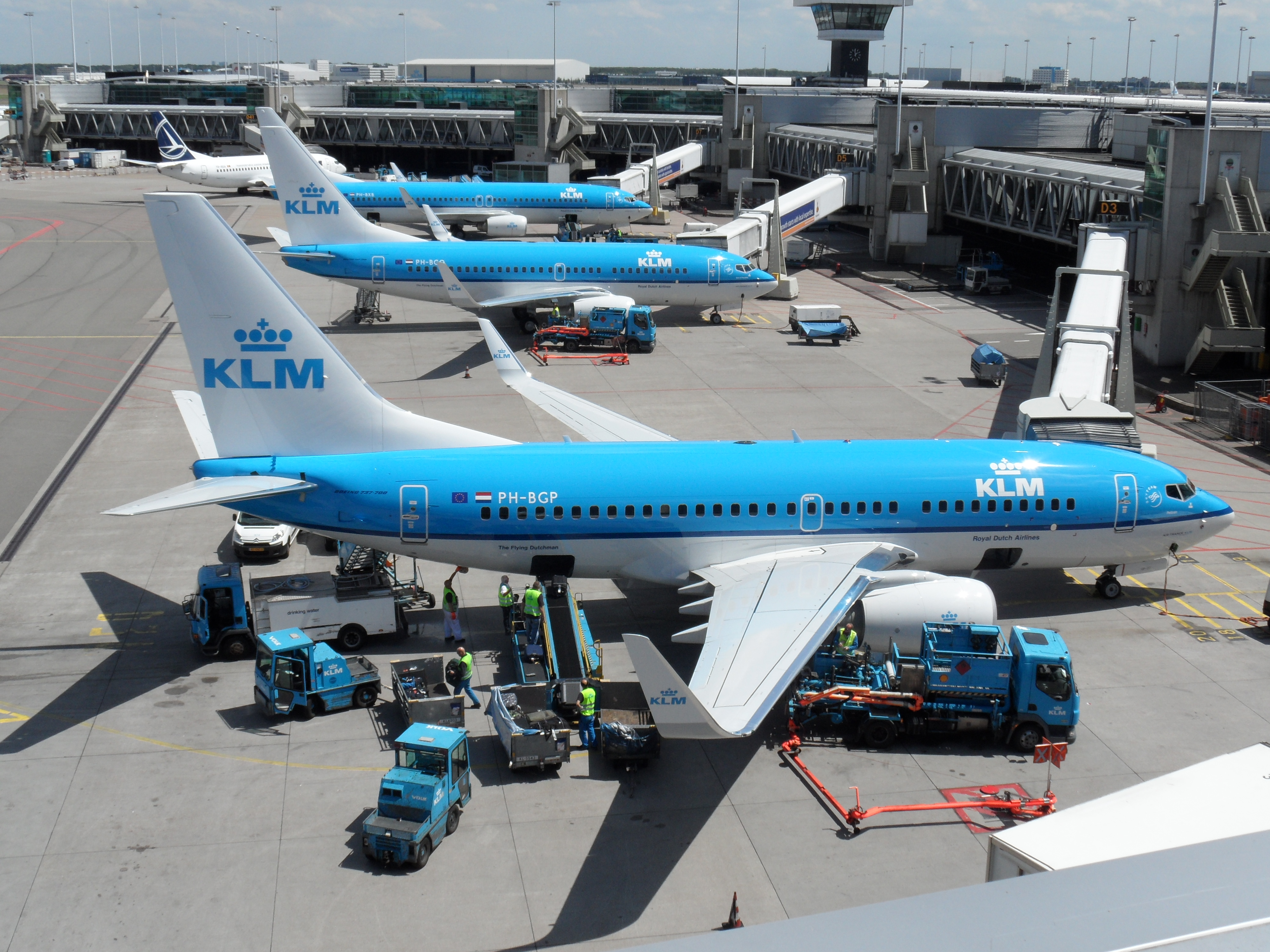
koffers worden door middel van een transportband uitgeladen uit een KLM Boeing 737-700 op Schiphol Airport

Op het moment dat een passagier zijn of haar bagage incheckt wordt er een bagagelabel aan de koffer gehangen. Op dit label staan naast het vluchtnummer, vluchtdatum en luchthaven van bestemming ook nog een barcode en een nummer, de license plate code (LPC). Tevens zit er in de labels ook een RFID chip.
Daarna gaat de koffer op de lopende band tussen de incheckbalies en verdwijnt uit het zicht van de passagier.
Op dat moment betreedt de koffer het bagagesysteem. Daar wordt allereerst de koffer gewogen en gemeten. Te grote, te hoge of te lange koffers worden er uitgesorteerd en handmatig naar hun uitsorteerband gebracht. Hierna wordt het label van de koffer gescand en gaat het computersysteem zoeken naar de bijbehorende vlucht en op welke uitsorteerband deze is gepland. 
Hierna gaat de koffer door ten minste één screeningmachine, deze controleert of er geen explosieven of andere gevaarlijke materialen in de koffer zitten.
Als de koffer veilig is, wordt er gekeken of de uitsorteerband al "open" is voor de vlucht. Indien de passagier erg vroeg heeft ingecheckt kan het zijn dat de vlucht nog niet open is. Dan kan de koffer tijdelijk worden opgeslagen in een buffer. Op het moment dat de vlucht "open" gaat zullen de koffers voor die vlucht weer uit de buffer komen en hun reis vervolgen.
Als de vlucht open is zal de koffer naar de uitsorteerband gaan; daar kan een laatste check plaatsvinden. In deze check wordt gekeken of de passagier al bij de gate is. Zo niet, dan zal de koffer (nog) niet in het vliegtuig geladen worden.
De koffers die goedgekeurd zijn worden handmatig of met een robot in containers of op bagagekarren geladen. Deze containers of bagagekarren worden dan naar het vliegtuig gebracht waar ze met een hefwagen of een lopende band in het bagageruim worden geladen.  
Op de luchthaven van bestemming worden de bagagecontainers en de losse koffers gelost uit het vliegtuig en naar het bagagesysteem gebracht. Hier worden de koffers op de band gezet die de koffers naar de aankomsthal brengt, waar de passagiers hun koffers weer kunnen ophalen. 

## Onderdelen van een bagageafhandelingssysteem
Een bagagesysteem bestaat uit de volgende onderdelen:
- incheckbalies
- lopende banden
- sorteermachines (sorters)
- bagagecarrousel
- railsystemen met karretjes
- barcodescanners
- RFID-scanners
- screeningmachines (EDS explosive detection system)
- computersystemen
- gespecialiseerde software